# Schulstrukturreform in Berlin
Schulstrukturreform in Berlin ist die Bezeichnung für eine tiefgreifende Veränderung des Berliner Schulsystems ab dem Jahr 2010. Seit dem Schuljahr 2010/2011 gibt es in Berlin nur noch zwei weiterführende Schularten im Anschluss an die Grundschule: die Integrierte Sekundarschule und das Gymnasium.
Durchgeführt wurde diese Reform zeitgleich mit ähnlichen Reformen in anderen deutschen Bundesländern.

## Organisation
In Berlin gibt es seit 2010 ein zweigliedriges Schulsystem. An die Grundschule schließt sich entweder die Sekundarschule (mit der Sonderform der Gemeinschaftsschule) oder das Gymnasium an. An Gymnasien kann man das Abitur nach 12 Jahren ablegen, an Sekundarschulen nach 13 Jahren.
In sonderpädagogischen Förderzentren werden Kinder mit speziellem Förderbedarf unterrichtet, sofern Eltern diese Schulform der Integration/Inklusion in Regelklassen vorziehen. Private/Freie Schulen sind keine eigene Schulform, sondern sind nach denselben Prinzipien gegliedert.
Mit der Berliner Schulstrukturreform (SSR) wurde in Berlin ohne Absicherung in einem Koalitionsvertrag der Regierungsparteien und in Kooperation mit verschiedenen Interessengruppen (Schulpraktikern, Politikern, Handwerkskammer, IHK, Unternehmerverband) ein Jahrzehnte dauernder ideologisch geführter Streit um die „richtige“ Schule beendet.
Der Reform folgend wurden einzelne Schulen geschlossen und die Schüler auf die nun entstandenen Sekundarschulen verteilt. Ein Beispiel war die Herrmann-Köhl-Schule eine Hauptschule in Altmariendorf im Bezirk Tempelhof-Schöneberg, deren Schüler ab dem Schuljahr 2009/10 die Siebte integrierte Sekundarschule besuchen mussten.

## Ziele der Reform
Ziel der Schulstrukturreform ist, eine bestmögliche Förderung der Schüler und Schülerinnen entsprechend ihren Fähigkeiten und Neigungen, um den für sie bestmöglichen Schulabschluss zu erreichen – unabhängig von ihren familiären und sozialen Voraussetzungen.
Dieses Ziel soll in Berlin ab dem Schuljahr 2010/11 erreicht werden durch die Beschränkung auf nur zwei weiterführende Schularten. Angestrebt wird eine Verbesserung der Qualität der Berliner Schulen, da die bisher bestehenden Hauptschule in der Bevölkerung immer weniger akzeptiert werde. Die Entwickler der SSR wollen die Differenzierung im Schulsystem durch eine Differenzierung innerhalb des Unterrichts ersetzen. Erwartet wird, dass als Ergebnis dieser Reform die Anzahl der Schüler mit mittlerem oder höheren Schulabschlüssen gesteigert werden kann und andererseits Klassenwiederholungen reduziert werden können.
Pädagogischen Ziele
- individuelle und bestmögliche Förderung jedes Einzelnen,
- Praxis- und berufsbezogenes Lernen,
- verstärkte Kooperation mit der Jugendhilfe,
- integrative Förderung von Schülern mit sonderpädagogischem Förderbedarf[E 2]

Langfristiges Ziel ist die flächendeckende Etablierung der Gemeinschaftsschulen, die bereits jetzt vereinzelt als Pilotschulen parallel zu den Sekundarschulen, Gymnasien und Sonderschulen geführt werden. Die Testperiode der Gemeinschaftsschulen wird wissenschaftlich begleitet. Mit dem – erwartet erfolgreichen – Abschluss der Pilotphase im Jahr 2013 soll sie in Berlin allgemein verbindlich werden.

## Konzeption der Reform

### Gymnasium
An Gymnasien gibt es kaum wesentliche Änderungen. Modifiziert werden die Zugangskriterien, das Ganztagsangebot wird nur geringfügig ausgeweitet, angeboten werden soll mindestens eine Schule pro Bezirk. Das Abitur kann hier weiterhin nach 12 Jahren (in Ausnahmefällen auch nach 11 Jahren) absolviert werden. Das Probehalbjahr in Klasse 7 ist auf ein Jahr verlängert.
Wie vor der Reform haben Eltern zwar das Recht, die Schulart auszuwählen, jedoch nicht den Anspruch auf Aufnahme ihres Kindes an das gewünschte Gymnasium. Gibt es mehr Bewerber als Plätze, wird eine Auswahl nach Härtefall und Leistung der Schüler getroffen. 30 % der Plätze müssen per Losverfahren vergeben werden, um eine soziale Durchmischung der Schülerschaft zu gewährleisten.
Damit soll erreicht werden, dass Kinder mit schlechterem Notendurchschnitt eine Chance auf einen Platz in einem der bei den Eltern begehrteren Gymnasien zu bekommen.

### Sekundarschule
In den Sekundarschulen werden die ehemaligen Schularten Hauptschule, Realschule und Gesamtschule zusammengelegt. Das bedeutet, dass in der Regel die Schulgebäude und -anlagen erhalten bleiben, aber ab dem Schuljahr 2009/10 nach einem Konzept geführt werden, das auf den Erfahrungen der integrierten Gesamtschule aufbaut.
Die Sekundarschule bietet somit eine Binnendifferenzierung jeweils nach Leistung und individuellen Fähigkeiten der Schüler und Schülerinnen. Die einzelnen Schulen haben jetzt die Freiheit – gemäß ihrem Schulprofil – diese Leistungsdifferenzierung durch verschiedene Kurse nach homogenen Leistungsniveaus bzw. alten „FEGA-Prinzipien“ (= Fortgeschrittenen-, Erweiterungs-, Grund- und Aufbaukurse) oder durch heterogene Lerngruppen innerhalb der Klassenverbände umzusetzen.
Die Klassengrößen wird von durchschnittlich 29 auf 26 Kinder reduziert, die Lehrkräfte erhalten eine Deputatsreduktion und unterrichten nur noch 26 Wochenstunden.
In der Sekundarschule gibt es zwar zwei Unterrichtsstunden pro Woche weniger als im Gymnasium, was durch die ein Jahr längere Dauer bis zum Ablegen des Abiturs ausgeglichen wird. Für beide Schularten gelten gleiche Bildungsstandards, und alle Schulabschlüsse müssen erreichbar sein. Besonderer Fokus wird auf das Konzept des „dualen Lernens“ in Klassen 9 und 10 gelegt – hier sollen die Schüler durch Praktika in Betrieben, Hilfe bei der Berufsorientierung und zahlreiche praktischen Kooperationen und Vernetzungen auf die spätere Berufsausbildung vorbereitet werden. Der signifikanteste Unterschied zum Gymnasium ist die größere Anwendungsorientierung der Sekundarschule.
Den Übergang zu einer gymnasialen Oberstufe (Sekundarstufe II) müssen alle Schulen gewährleisten – entweder indem sie diesen selbst anbieten oder Kooperationen mit Oberstufenzentren eingehen. Besonderer Wert wird auf den kostenlosen Ganztagsbetrieb, das bedeutet pädagogische Betreuung bis 16 Uhr, gelegt. Dabei wird zum großen Teil mit außerschulischen Partnern zusammengearbeitet, insbesondere mit Sportvereinen und Trägern der Jugendarbeit. Die Kooperation und die Vernetzung insbesondere mit der Jugendhilfe und -sozialarbeit soll ausgebaut werden. Eine Qualifizierung der Lehrer in Bezug auf Qualitätssicherung und pädagogische Umsetzung der Reform ist noch im Gespräch.
Das Konzept „eine Schule für alle“ wird sukzessive eingeführt und betrifft alle neuen Klassen ab dem 1. August 2010 – das bedeutet zu dem jetzigen Zeitpunkt (Februar 2011) die Jahrgangsstufe 7. Den Titel „Sekundarschule“ tragen aber bereits alle Schulen, auch wenn die Klassen 8 bis 10 noch nach ihren alten Konzeptionen unterrichtet werden.

## Bewertung und Kritik an der Reform
Der Umsetzung der Schulstrukturreform ging ein jahrelanger Schulstreit voraus, in dem sowohl linke Vertreter der SPD wie die Partei Die Linke die Position vertraten, dass mit der Reform auch die Gymnasien abgeschafft werden müssen, um das Konzept „Eine Schule für Alle“ umzusetzen. Es waren in Berlin die Grünen, die sich schon 2008 für das „Zwei-Wege-Modell“ entschieden haben und damit Unterstützung bei dem damaligen Schulsenator Prof. Dr. Jürgen Zöllner fanden, der dann den Reformprozess implementieren ließ. Er stützte sich dabei auf folgende Argumente: Bessere individuelle Förderung, überschaubare Strukturen, längeres gemeinsames Lernen, bessere Ausstattung der Schulen, Ausbau des Ganztagsangebotes und vor allem Chancengleichheit – unabhängig von der Herkunft und dem sozialen Umfeld eines Schülers. Die SPD wie die Partei Die Linke stellten sich hinter die Reform. Dabei gingen beide Parteien nur sehr rudimentär auf die zahlreichen kritischen Stimmen ein, die die Euphorie des Senats zur Einführung nicht teilen. Selbst bei den Jusos Berlin wird klagend auf das jetzt scheinbar vergessene „Kind“ der SPD – die Gemeinschaftsschule – aufmerksam gemacht: „Der Weg zur flächendeckenden Gemeinschaftsschule [ist] vorerst beendet, ihre Perspektive unklar“. Nur mit ebendieser Schulform, so die Jusos, könne man negative und positive Diskriminierung und Selektion ausschließen, zumal das Projekt Gemeinschaftsschule zum mittelfristigen Ziel der SPD gehöre (bzw. gehörte). Solange es noch Gymnasien, Privat- und Sonderschulen gebe, sei man, aus Sicht der Jungsozialisten, weit von dem Ziel „eine[r] Schule für alle“ entfernt, genau genommen sogar in entgegengesetzter Position. Die Polarisierung werde dadurch, dass es nur noch zwei Schulformen gibt, stärker zunehmen, die Sekundarschule zur „Resteschule“ verkommen. Auch argumentieren die Jusos gegen die Beliebigkeit des Losverfahrens und damit der ihr innewohnenden Gefährdung der Profilbildung von Schulen. Insgesamt sei die Berliner Schulstrukturreform unsozial.
Die Grünen unterstützen die Reform grundsätzlich, enthielten sich aber bei der Abstimmung, weil sie in Detailfragen das Konzept unzureichend fanden. Als Oppositionsparteien in Berlin positionieren sich CDU und FDP gegen die Reform: Sie sei „unausgereift“, und es gebe kein wirkliches Personalkonzept (Qualifizierung), welches die Umsetzung der pädagogischen Konzepte sichern könnte. „Statt individueller Förderung werden Schüler ideenlos nebeneinandergesetzt“. Besonders scharf wird vor allem von der FDP die den Schulen aufgezwungenen Aufnahmekriterien für die Gymnasien kritisiert – die besonderen Profile vieler Schulen würde dem zum Opfer fallen. Zudem sollte der Zugang zum Gymnasium leistungsabhängig bleiben. Damit bedienen die Parteien erwartungsgemäß ihre konservative Haltung bzgl. der Beibehaltung des selektiven Schulsystems. Der traditionell oppositionelle Gegenwind fällt in Berlin hierzu dennoch überraschend gering aus.
Die Gewerkschaft Erziehung und Wissenschaft (GEW) geht mit der Berliner Schulstrukturreform hart ins Gericht: Das klare Ziel müsse die Gemeinschaftsschule sein – kein hierarchisch gegliedertes Schulsystem. Und da reicht es nicht die Problemschulen abzuschaffen (insbesondere die Hauptschule), denn „die soziale Selektion besteht auch in einem zweigliedrigen Schulsystem weiter“. Vielmehr müsse die Lernform an sich umgestellt werden – hin zu Lernen mit individueller Förderung in heterogenen Gruppen – und dies ist nach Ansicht der GEW Berlin nur in Gemeinschaftsschulen möglich. Die Schulstrukturreform in der jetzt durchgesetzten Form fuße demnach auf keiner wirklichen pädagogischen Begründung, sondern auf „ausschließlich kurzfristige taktisch-politisch Erwägungen“.
Der Interessenverband Berliner Schulleiter stimmt der Reform grundsätzlich zu, merkt aber Kritik- und Nachbesserungspunkte an: So sieht der Verband die propagierte Gleichheit der beiden Schulformen durch die unterschiedliche Stundenanzahl und durch das Probejahr auf dem Gymnasium als problematisch. Auch fordert der Verband für die Schulen mehr Autonomie in Personalfragen und eine bessere Qualitätsentwicklung, um dem erwarteten pädagogischen Mehraufwand begegnen zu können.
Der Grundschulverband bemerkt als einer von wenigen, dass neben dem zweigliedrigen Schulsystem auch weiterhin die Sonderschulen unangetastet bleiben, was als problematisch angesehen wird. Die UN-Behindertenrechtskonvention müsse endlich Berücksichtigung finden. Darüber hinaus sieht der Verband die Reform aber als Entlastung der Grundschulen an, da „keine auf den Abschluss bezogene Selektion mehr erfolgt“ und damit auch nicht verfrüht entschieden werden müsse, ob das Kind zum Beispiel für den Weg zum Abitur geeignet sei. Es wird von Weichen in die richtige Richtung gesprochen, aber auch angemerkt, dass die separierenden Auswirkungen des gegliederten Schulsystems nur abgemildert werden. Schließlich sei das Gymnasium noch immer die dominante und die Sekundarschule die nachgeordnete Schulform. Am schärfsten wird vom Grundschulverband das Gymnasium kritisiert, insbesondere die „Aussonderungsmacht“ durch das Probejahr und das Sonderrecht einiger »grundständiger Gymnasien« bereits 5. und 6. Klassen zu führen und noch früher selektieren zu dürfen. Das klare Ziel ist aber auch für den Grundschulverband die Gemeinschaftsschule – die Schulstrukturreform könne allenfalls ein Zwischenschritt auf den Weg dorthin sein.
Die Industrie- und Handelskammer (IHK) spricht von „richtigen bildungspolitischen Weichen“. Aus der Sicht der Arbeitgeber und Ausbildungsträger ist die Berliner Schulstrukturreform zu begrüßen. Diese Stellung ist mit der Hoffnung verbunden, nach der Reform weniger Schulabbrecher zu verzeichnen, da die Startchancen nun besser seien. Hervorgehoben wird von der IHK das Konzept des „dualen Lernens“, dass eine deutlich qualifizierendere Berufsorientierung darstelle und dass dieses Modell für ganz Deutschland wegweisend sein könnte. Die Berliner Wirtschaft hat den Senat daher nicht nur die Unterstützung zugesichert, sondern sich auch als Partner etabliert.
Der Bund Freiheit der Wissenschaft, dessen Hauptthema die Leistungsfähigkeit der Schulen und Hochschulen ist, begründet aus seiner Perspektive seine negative Kritik an der Berliner Schulstrukturreform: Nach seiner Ansicht sei die Reform nur „ideologisch begründete Gleichmacherei und Reformstückwerk“. Er drängt auf eine deutlich leistungsorientierte Schule mit stärker selektierender Funktion bereits in der 4. Klasse. Vor allem der Vorschlag einer speziellen Form des Gymnasiums „mit besonderer pädagogischer Prägung“ und einem stärkeren Fokus auf „Migrantenkinder“, haben zu heftigen medialen Protesten geführt.
Der LandesschülerInnenausschuss Berlin (LSA), das offizielle Organ der eigentlichen Zielgruppe, stand der Reform eher positiv gegenüber – unter der Maßgabe, dass dies nur ein Zwischenschritt auf dem Weg zur Gemeinschaftsschule sei, und dass ein besonderes Augenmerk auf die Qualifikation der Lehrkräfte, sowie auf eine Vergrößerung ihrer Präsenz in den Schulen (beispielsweise 2 Lehrer pro Klasse) zu legen sei. Das verkürzte Abitur nach 12 Jahren hält der LSA für verfehlt und stimmt damit in den argumentativen Reigen der Bildungsstreiks der Jahre 2009 und 2010 ein.
Nach Aussage des zuständigen Senator für Bildung, Wissenschaft und Forschung gab es keine signifikanten Veränderungen in den Anmeldezahlen für die Gymnasien – wodurch sich vorerst das Argument entkräften lässt, die Sekundarschule werde zur Restschule verkommen und die Gymnasien überrannt.

## Ergebnisse der Begleitforschung und Fazit nach 10 Jahren
Die Senatsverwaltung für Bildung beauftragte diverse namhafte Bildungsforscher im Zuge der Berlin-Studie mit der Evaluation der Schulstrukturreform. Die Ergebnisse wurden am 15. März 2017 vorgestellt und ziehen ein weitestgehend positives Fazit. Zentrale Befürchtungen ließen sich nicht bestätigen, einige zentrale Anliegen der Reform wie die Reduktion der Schulabbrecher oder die Steigerung der Leistungsdaten schwacher Schüler konnten umgesetzt werden. Zehn Jahre nach der Reform fiel die Auswertung durch die Industrie- und Handelskammer deutlich kritischer aus, weil trotz wahrzunehmender Verbesserung weiterhin bei vielen Schulabgängern große Defizite bestünden. Auch sind Schüler aus sozioökonomisch schwierigen Verhältnissen noch immer besonders gefährdet, die Schule ohne Abschluss zu verlassen und für einige Akteure ist die Überwindung der Gliedrigkeit des Schulsystems mit der Gemeinschaftsschule weiter Ziel.